# Sulpice le Pieux
Pour les articles homonymes, voir Saint Sulpice et Le Pieux.
Sulpice le Pieux (né sans doute vers 576 - mort en 647), dit aussi « le Bon » ou « le Débonnaire », a été évêque de Bourges et chapelain du roi Clotaire II. Reconnu saint par l'Église catholique, il est fêté le 17 janvier (ou le 19 janvier).
Ne pas confondre avec saint Sulpice dit « le Sévère » ou « Sévère » (363-410 ou 429).

## Hagiographie

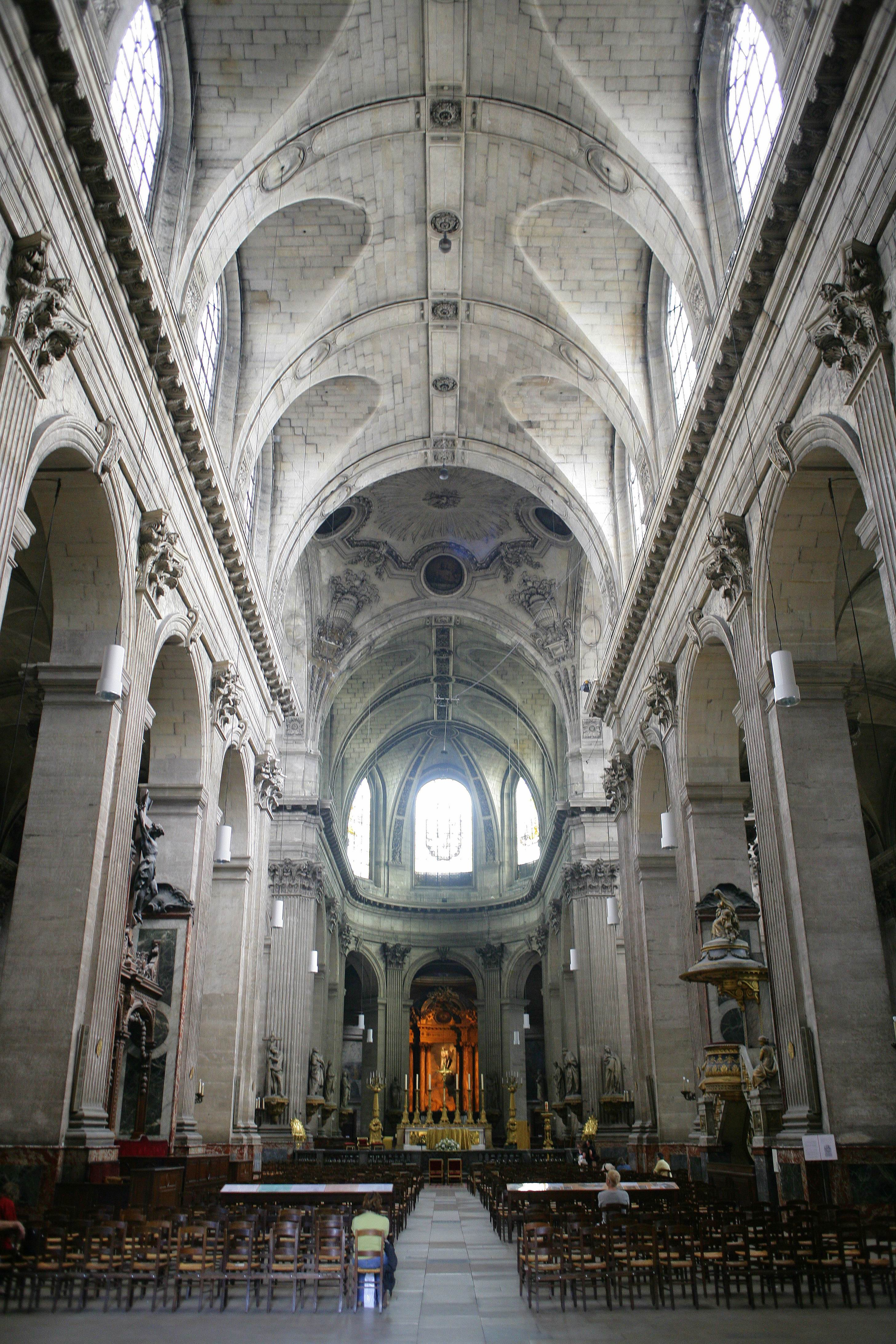
L'église Saint-Sulpice à Paris.

Né à Vatan dans le Berry, aux environs de l'an 576 dans une famille noble gallo-romaine, il fut éduqué à l'école du Palais placée sous la direction de l'archichapelain du roi Gontran. Il resta à l'école du palais jusqu'à sa seizième année.
En 612, l'évêque Outrille de Bourges qui l'avait connu à l'école du Palais l'appela près de lui et le nomma archidiacre. En 618, il devint prêtre.
Le roi Clotaire II lui donna la charge d'aumônier du palais. À la mort d'Outrille, en 624, il fut nommé archevêque de Bourges. 
Sulpice passa toute sa vie, malgré ses charges officielles, dans la pauvreté et l'austérité, effectuant de nombreuses conversions et prenant soin des indigents. Il est crédité de nombreux miracles. Son successeur au siège épiscopal de Bourges fut Saint Florent son coadjuteur ; Sulpice mourut le 17 janvier 647.

## Vénération

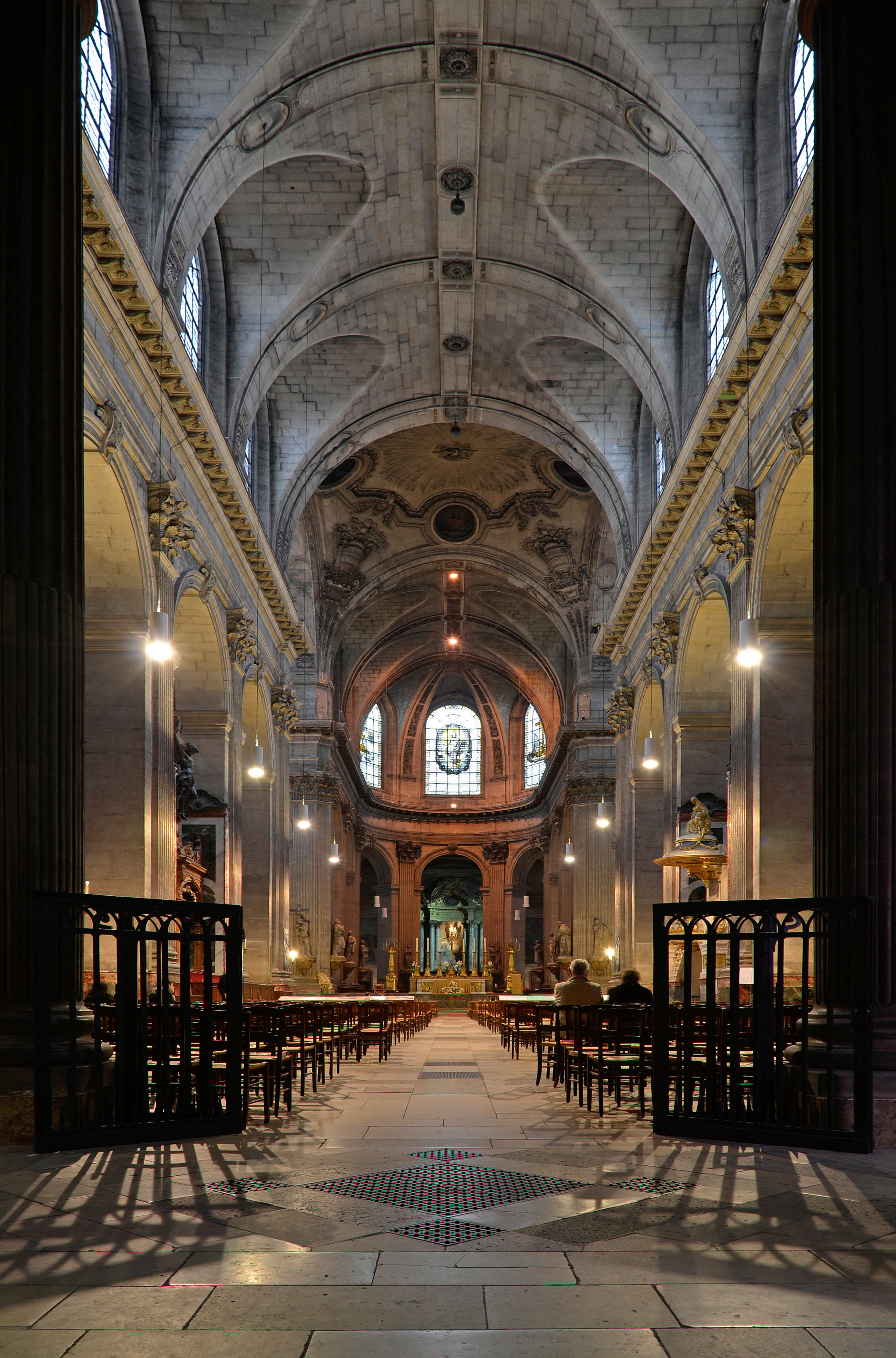
Intérieur de l'église Saint-Sulpice à Paris.

Sulpice le Pieux a donné son nom à l'église Saint-Sulpice à Paris, berceau des séminaires pour la formation des prêtres.
Plus de 300 paroisses l'honorent en France, en Belgique et en Suisse. Particulièrement dans le Berry où une vingtaine de chapelles et paroisses lui sont dédiées.
Dès le XVe siècle, dans la paroisse de Vatan, une chapelle était sous le vocable de Sulpice le pieux, et un pèlerinage y était organisé le 27 août de chaque année. Cette date étant celle de la translation des reliques en l'église parisienne de Saint-Sulpice (dépendant de l'abbaye de Saint-Germain-des-Près). C'est Jean-Jacques Olier, curé de cette paroisse, qui donna le nom de Saint-Sulpice à la compagnie des prêtres pour la formation du clergé.
Les Sulpiciens s'installèrent aussi à Bourges dès 1679.

## Musique
- Louis-Nicolas Clérambault a composé cinq Motets pour Saint Sulpice, respectivement, opus 112, 129, 145, 148, 151 et un Motet pour la dédicace de l'église de Saint Sulpice en ré majeur, opus 149.

## Autres
- Localités portant le nom de Saint-Sulpice
- Liste des églises dédiées à saint Sulpice

### Source bibliographique
- Jean Mabillon, Acta Sanctorum Ordinis Sanctis Benedicti, Paris, 1669.
- Pierre Leroy, Histoire de saint Sulpice le Pieux, archevêque de Bourges, et de son pèlerinage à Saint-Sulpice-de-Favières, Société Saint-Augustin, Paris, Desclée De Brouwer & Cie, 1913.